# Петер Уйвагі
Петер Уйваґі (англ. Peter Ujvagi, угор. Újvági Péter Sándor, нар. 31 березня 1949, Будапешт, Угорщина) — американський політик угорського походження, представник Демократичної партії, член Палати представників штату Огайо від 47-му округу який представляє міста Толедо та округу Лукас у 2003—2010 роках.

## Життя і кар'єра
Його прізвисько «мер Східного Толедо». Метт Селлеші з 49-го округу — ще один політик угорського походження в Огайо.
Уйвагі народився в Будапешті (Угорщина) 31 березня 1949 року у сім'ї Еда і Магди Уйвагі. Коли йому було 7 років, він емігрував з батьками в США, після того, як була придушена угорська революція 1956 року. У нього є два брати, Ед і Чарльз. Після короткого перебування в австрійському таборі для біженців, сім'я прибула в Толедо, штат Огайо. Він був членом американської делегації на похоронах прем'єр-міністра Угорщини Йожеф Антал (1993).
Петер Уйвагі є одним із засновників і членом виконавчого комітету угорсько-американської коаліції. Він бере активну участь в угорському клубі Великого Толедо, культурному центрі Бірмінгема, і входить до складу Ради директорів художньої комісії Великого Толедо.

### Палата представників Огайо
Після того, як Тереза Федір балотувалася в Сенат Огайо в 2002 році, Уйвагі балотувався на місце, що звільнилося в Палату представників Огайо, і виграв з результатом 67,76 % голосів. Він виграв переобрання в 2004 році з 71,22 %, в 2006 році з 73,85 %, а в 2008 році був єдиним кандидатом.
Був членом комітету з бюджетних питань, і деякий час займав пост голови підкомітету транспорту Фінансового комітету.
17 березня 2010 року Петер Уйвагі залишив своє місце в Палаті представників Огайо, щоб стати адміністратором округу Лукас. Його наступником став Джо Волтер.